# Beutenhof (Spraitbach)
Der Beutenhof ist ein Wohnplatz der Gemeinde Spraitbach im Ostalbkreis in Baden-Württemberg.

## Beschreibung
Der Hof liegt etwa einen Kilometer südwestlich von Spraitbach auf einer Erhöhung zwischen den Tälern des Krummbachs im Westen und des Reichenbachs im Osten.
Naturräumlich liegt der Ort im Hinteren Welzheimer Wald.